# كحلان (طور الباحة)

تعديل مصدري - تعديل

كحلان هي إحدى قرى عزلة طور الباحة بمديرية طور الباحة التابعة لمحافظة لحج، بلغ تعداد سكانها 5 نسمة حسب تعداد اليمن لعام 2004.